# Jules és Jim
A Jules és Jim (Jules et Jim) 1962-ben bemutatott, fekete-fehér francia film, rendezőjének és narrátorának, François Truffaut-nak a harmadik új hullámos filmje.
A Jules és Jim himnusz az élethez és a halálhoz, annak egyszerre örömteli és mélabús bemutatása, hogy a társkapcsolaton kívül minden egyéb szerelmi kombináció lehetetlen.
Filológia értékű érdekesség, hogy a film alapjául szolgáló irodalmi művet – Henri-Pierre Roché alkotását – Szabó István fordította magyarra.

## Alapmű: Henri-Pierre Roché: Jules et Jim
Henri-Pierre Roché, az életművész, utazó, jó tollú amatőr író, műgyűjtő szoros kapcsolatban állt a századelő több modern festőjével – egyes elbeszélések szerint ő mutatta be Picassot Gertrude Steinnek, együtt járt ökölvívó edzésekre Georges Braque-kal. Roché élt-halt a nőkért, két-három állandó szeretője mellett mindig is voltak futó kapcsolatai. 1901-től hatvan éven át vezetett naplójában, amely csak 1990-ben jelent meg nyomtatásban, aggályos pontossággal hódításait is feljegyezte. Henri-Pierre Roché 1959-ben bekövetkező halála után Truffaut saját pénzen gépírónőt fogad, hogy a kéziratot megmentse a pusztulástól. De a gépírónő – lásd Truffaut A férfi, aki szerette a nőket filmjét – két év munka után egy szép napon felmondott, annyira zavarta ennek a XX. századi Don Juannak a „tudattalan szívtelensége”. Truffaut tíz év múlva leforgatott még egy Roché-adaptációt, ez a Két angol lány és a kontinens (Les deux anglaises et le continent, 1971).
Roché regénye, amelynek szintén Jules et Jim a címe, 1953-ban jelent meg, 1955 végén kerül Truffaut kezébe, amikor a leárazott könyvek közt keresgél a Palais-Royal előtti könyvkereskedésben. A műnek, amely a rangos Gallimard-nál jelent meg, alig volt visszhangja, és feltehetően el is felejtették volna, ha a későbbi film fel nem hívja rá a figyelmet. Truffaut úgyszólván első olvasásra felfedezi benne az adaptáció lehetőségét, és azonnal felveszi a kapcsolatot az akkor hetvennyolc éves szerzővel. A regény erősen életrajzi, Roché valóban hármasban élt egy másik férfival (Franz Hessel íróval) és feleségével, Helen Grunddal. Roché nem érte meg a premiert, ami Truffaut-t roppant szomorúsággal töltötte el, nagyon szerette volna látni, hogy mit szól az író az adaptációhoz, de Grund még igen, és elismerte, hogy több esemény is megtörtént a valóságban. Vallomásos, naplószerű regényében Roché több figyelmet szentel a két férfi barátságának.
Az olvasmányélményeiből filmötletet merítő Truffaut valósággal rajongott Roché regényéért. Hogy mi ragadta meg Truffaut-t a történetben? Legelőször a hang, a stílus, de nyilván az is, hogy háromszög-történet áll a középpontjában: a rendező, akinek nem is egy párhuzamos kapcsolata van a gyereket váró felesége mellett, nyilván önmagára ismert a történetben.
„Amikor felfedeztem a könyvet [...] valójában a címére figyeltem fel, és az ajánlásra, amely szerint ez egy hetvenhét éves ember első regénye. Ez nagyon kíváncsivá tett. Szeretem a »megélt« elbeszéléseket, az emlékiratokat, a visszaemlékezéseket, az életüket elmesélőket. A könyvet csodálatosnak találtam: megkapott mind a helyzetek pikantériája, mind a történet egészének tisztasága. Azt gondoltam, nem lehet filmen visszaadni, amíg csak később nem láttam Ulmer The Naked Dawn filmjét. Ez egy olcsó western, de negyedórán keresztül mutat egy nőt, aki nem tud választani két egyformán rokonszenves férfi közül, akárcsak a Jules és Jimben, és ugyanannyi üdeséggel.”
Bár a könyv 1955-ben került a kezébe, Truffaut egyelőre nem érzi magát érettnek a regényadaptációra, ezért az ötletet – amin majd 1956-ban és 1957-ben is sokat dolgozik – elteszi a későbbi évekre. Filmrendezői tapasztalatlansága mellett főleg az lehetett a probléma, hogy mindenképp szakítani akart az irodalmi átdolgozások általa is sokat bírált akkori gyakorlatával. Truffaut inkább az egymással váltakozó dialógusnak és narrátori felolvasásnak híve, ő mindig is idegenkedett az adaptáció hagyományos – kizárólag a dialógusra építő – koncepciójától. A tervet csak 1960 szeptemberében veszi újra elő, ekkor határoz úgy, hogy Catherine-nak két igen különböző férfi, két jó barát iránt érzett egyidejű szerelmére hegyezi ki a történetet: Jim francia, Jules német; Jim afféle nőcsábász dandy, művelt és elegáns, Jules viszont szelíd, naiv és nagylelkű férfi. Catherine-t végül az utóbbi veszi feleségül, és lesz az apja a nő Sabine nevezetű kislányának. De a forgatókönyv még mindig sántít egy kicsit. Ezért Truffaut, 1961 januárjában, a Párizs a miénk forgatókönyvírójához, Jean Grubichhoz fordul segítségért.

## Forgatás
Truffaut 1957-ben ismeri meg Jeanne Moreau-t, az 1960-as végére kerülnek közel egymáshoz. Moreau ekkor lesz híressé,  Brigitte Bardot mellett a francia mozi másik nagy sztárja. Jeanne Moreau már a Négyszáz csapásban is felbukkan egy pillanatra. Ő volt az első igazi sztár Truffaut életében, ő itatott vele először pezsgőt, ő fedeztette fel vele Henry Jamest. Könnyen lehet, hogy a becsvágyát is ez a barátság vagy szerelem szabadította fel benne. Akárhogyan is, Truffaut-nak minden vágya, hogy újra forgathasson, mégpedig Jeanne Moreau-val a főszerepben.
Truffaut a forgatás előtt néhány hetet tölt a Francia Riviérán. Találkozik Jeanne Moreau első férjével, Serge Rezvanival. Így kerül majd a filmbe a volt férj szerezte Les tourbillon de la vie című sanzon, amely szövegével és dallamával jó kifejezője a film központi témájának, vagyis a szenvedélyek destruktív erejének. Ez a néhány hét az egyik legfelajzottabb, legharmonikusabb és legfiatalosabb időszak Truffaut életében. Mintha a jelenlevők szükségét érezték volna, hogy előre átéljék mindazokat az érzelmeket és helyzeteket, szorongásokat és fájdalmakat, amiket Truffaut épp a tervezett filmben készül ábrázolni.
A forgatás 1961. április 10-én kezdődött a normandiai tengerparti Saint-Pierre-du-Vauvray-ban, ahol Truffaut, három évvel korábban, a Négyszáz csapás utolsó képsorát forgatta. A rendező ideges, csupa feszültség, csupa kétség. „Még szerencse – meséli később –, hogy ilyenkor Jeanne Moreau mindig lelket öntött belém. Színészi és asszonyi tulajdonságainak hála a szeszélyesen szenvedélyes, őrült és imádni való Catherine a szemünk láttára vált hiteles és hihető valósággá. Jeanne Moreau első pillanattól fogva hitt a filmben. És mintha a stáb, a filmbeli cselekménnyel párhuzamosan, a valóságban is átélte volna a „bonyodalmat”: „A férfiaknak nem volt könnyű dolguk – emlékszik vissza Liliane David, Truffaut akkori barátnője –, szinte mindegyik belezúgott Jeanne Moreau-ba. Néha euforikus volt a hangulat, néha meg feszélyezett, majdhogynem drámai.”
„Talán mert egy öregember írta, a Jules és Jim számomra himnusz az élethez. Ezért hosszú időközöket akartam érzékeltetni, amit a gyerekek születése jelez, de megszakít a háború, a halál, amelyek teljesebb jelentést adnak egy egész életnek. Talán nagyravágyás volt öreguras filmet készíteni, de a távlat elbűvölt, és így egy bizonyos távolságot tudtam tartani.” – mondta Truffaut.
„Ezt a filmet úgy próbáltam tető alá hozni mintha már ősz öreg ember volnék, mintha a végére értem volna az életemnek.” „Most fordul elő velem harmadszor abban a hiszemben vágok bele egy filmbe, hogy csupa derű lesz, és csak menet közben veszem észre, hogy egy valami mentheti meg, a mélabú...” – írja leveleiben Truffaut.
A Jules és Jim olyan kicsi költségvetéssel készült, hogy a stáb mindössze 15 embert számlált, és egy adott ponton elfogyott a pénz. Jeanne Moreau, aki akkor már befutott színésznőnek számított, tehetségén kívül a saját pénzével is beszállt, hogy kisegítse a produkciót. Sőt, a Rolls Royce-át is odaadta kelléket meg felszerelést szállítani, meg az étkeztetést is megoldotta időnként, például annál a jelenetnél, amikor Jim meglátogatja Jules-t és Catherine-t Németországban. Cserébe megtarthatta a filmben viselt ruhái nagy részét. Moreau elkötelezettségére jellemző, hogy az egyik forgatási napon maga kellett beleugorjon a folyóba, mert a dublőrje matt részegen érkezett meg a forgatásra. Moreau meghűlt, és két napot feküdt betegen, mielőtt újból forgathattak volna.
Az újhullámos operatőr, Raul Coutard teljesen új felszerelésekkel kísérletezett a forgatáson, még biciklire is szerelt kamerát. Ekkor váltak elérhetővé az egészen könnyű és kicsi felvevőgépek.
„A Jules és Jim forgatása közben ébredtem rá, – írja Truffaut – hogy eddigi filmjeimben éppen az a közös, hogy melodrámai témára épülnek. A Négyszáz csapás tulajdonképpen egy olyan gyerek története, akit nem szeretnek. A Lőj a zongoristára! egy lesüllyedt zongoraművészről szól, a Jules és Jim pedig egy asszonyról, aki két férfit szeret, és ebbe belehal.”
Az utolsó képsorokat június közepén rögzítik filmszalagra. A jelenetek összeállításakor kiderül, hogy a film első változata két és fél órás. De nemcsak a tömörítés a probléma, hanem az is, hogy a Georges Delerue szerezte kísérőzenét a kísérőszöveg időnként elnyomja. Truffaut végül merész megoldást választott, elmozdította a hangot, vagyis hol előrébb, hol hátrább tolta a képhez képest. A filmnek egyébként a véletlen is kezére játszott. Amikor Jeanne Moreau az emlékezetes Rezvani-sanzont énekli, egyik felvételen véletlenül összekeveri a strófákat, az utolsót énekelve az utolsó előtti helyett. Amikor észreveszi a tévedést, mint igazi profi, nem hagyja abba, csak körkörös kézmozdulattal jelzi a rendezőnek a hibát. Truffaut végül mégis ezt az „elrontott” felvételt illesztette a filmbe, meglehet, azért is, mert észrevette a tudattalan gesztusnak a cselekményre utaló mélyebb jelentését.

## Bemutató és utána
A filmnek 1962. január 24-én volt a hivatalos bemutatója, három hónapig vetítették a párizsi mozikban. Truffaut annyira ideges volt, hogy a saját filmjének bemutatója helyett inkább beült egy Marx fivérek filmre. A bemutatón inkognitóban ott volt az idős Helen Hessel, aki a regény- és filmbéli Catherine-t inspirálta. A fogadtatás Franciaországban közepes, külföldön – Németországban, Angliában, Belgiumban és Svédországban – viszont óriási a siker. A filmet Olaszországban kis híján betiltják, és a hatóságok csak néhány jelentős személyiség (Alberto Moravia és Roberto Rossellini) erélyes tiltakozására adták ki a vetítési engedélyt. A film a rendező barátainak is tetszik: Raymond Queneau, Jacques Audiberti, Jean Cocteau – mindenki szuperlatívuszokban áradozik róla. Jean Renoir is, akinek elismerő levelét Truffaut évekig őrzi majd a zakója belső zsebében: „a Jules és Jim olyan pontos ábrázolása a jelenkori francia társadalomnak, amilyenhez foghatót még nem láttam moziban. Azzal, hogy 1914-re datálja a cselekményt, csak még hitelesebb színezetet ad a képnek, ez a mai mentalitás és viselkedésmód ugyanis egyidejű a fényes rézabroncsoknak az automobilok karosszériáin való megjelenésével.”
Truffaut csak évek múltán eszmél rá a film mélyebb életrajzi és személyes vonatkozásaira. „Nagyon zűrös volt a kapcsolatom a családommal, különösen anyámmal – mondja egy 1978-as interjúban –, és csak mostanában jövök rá, hogy a Jules és Jimmel tulajdonképpen neki akartam tetszeni, az ő elismerését szerettem volna kivívni. A szerelem mindig is nagy szerepet játszott az életében, és mivel a Négyszáz csapás hátulról jövő tőrdöfésként érte, a Jules és Jimet azzal a reménnyel forgattam, hogy végre megmutathatom neki, van bennem megértés is.” Catherine – aki egy kicsit a rendezőnek is alakmása – ebben az optikában tragikus hős, valóságos forradalmár, aki szeretne új formát adni a szerelemnek, de végül elbukik. „A Jules és Jim – írja Truffaut 1960 szeptemberében Helen Scotthoz intézett levelében – himnusz az élethez és a halálhoz, annak egyszerre örömteli és mélabús bemutatása, hogy a társkapcsolaton kívül minden egyéb szerelmi kombináció lehetetlen”. De hiába a pozitív rendezői szándék, az anyának szánt hommage – az alkotói tisztesség(?), Truffaut elfojthatatlan ambivalenciája, tudattalan késztetései következtében – végül kórkép lesz, látlelet, egy zsarnokian önző, szeretetre képtelen, szeszélyesen kiszámíthatatlan, kíméletlenül önközpontú és bosszúálló nő portréja.

## A film története
|  | Alább a cselekmény részletei következnek! |

A film 1912 körül kezdődik, és 1933-34-ben fejeződik be, Franciaország, Ausztria és Németország különböző részein játszódik. Jules (Oskar Werner), a félénk író Ausztriából, barátságot köt az extrovertált franciával, Jimmel (Henri Serre). Mindkettőjük bohém életet él, mindkettőjüket érdekli a művészet. Egy istennő mellszobra és mosolya, amelyet diavetítésen látnak, annyira megragadja őket, hogy elutaznak, hogy megnézzék az ősi szobrot az Adriai-tenger egyik szigetén. Ott találkoznak a szabad szellemű, szeszélyes Catherine-nel (Jeanne Moreau), aki a derűs mosolyú szobor "reinkarnációja". Hárman elválaszthatatlanokká lesznek. Catherine viszonyt kezd Jules-lel, Jim továbbra is kapcsolatban áll barátnőjével, de mindkét férfit elbűvöli Catherine hozzáállása az élethez. Néhány nappal a világháború kitörése előtt Jules és Catherine Ausztriába költöznek, összeházasodnak. A háború alatt mindkét férfi a saját hazáját szolgálja. Mindketten attól tartanak, hogy a fronton szembekerülnek egymással, megölhetik a másikat.
A háború után Jim meglátogatja Jules-t és Catherine-t, majd később odaköltözik a Fekete-erdőben lévő faházba. Julesnak és Catherine-nek egy kislánya is született, Sabine. Jules megosztja Jimmel a házasságukat feszítő problémákat. Elmondja, hogy Catherine időről-időre verbálisan és érzelmileg kínozza, bünteti, egyszer három hónapra elhagyta őt és Sabine-t. Catherine flörtöl, megpróbálja elcsábítani Jimet. Jules attól tart, hogy Catherine örökre elhagyja őt, áldását adja Jimre és Catherine-ára, csak hogy továbbra is találkozhasson a nővel. Egy ideig a három felnőtt boldogan él Sabine-nel a faházban, mígnem Jim és Catherine között feszültségek támadnak, mert Catherine nem esik teherbe. Jim elhagyja Catherine-t, és visszatér Párizsba. Amikor Jim amikor megtudja, hogy az asszony terhes, többszöri levélváltása után elhatározzák, hogy újra találkoznak. Az találkozó nem jön össze, Jules írja meg Jimnek, hogy Catherine elvetélt.
Jules és Catherine visszatérnek Franciaországba, Párizsban Jim összefut Jules-lel. Catherine megpróbálja visszahódítani Jimet, de a férfi visszautasítja, feleségül készül venni barátnőjét. Catherine pisztolyt fog rá, de a férfi elmenekül. Később összefutnak az akkor híres moziban, a Studio des Ursulines-ban. Mindhárman betérnek egy kávézóban. „Jim úr, szeretnék magával beszélni. Elkísérne?” – hívja kocsijába Jimet Catherine. Megkéri Julest, hogy figyelje őket. Catherine az autót egy sérült hídról a folyóba vezeti, megölve magát és Jimet. Jules barátja hamvait a Père-Lachaise temető kolumbáriumában helyezi el. Teljesíti Catherine akartát is, a hamvait egy dombtetőről szórja szét.
|  | Itt a vége a cselekmény részletezésének! |

A film ismertebb jelenetei
Amikor Jim egy alkalommal visszamegy Németországba, azt mondja Jules-nek: „Mindig úgy beszélsz Catherine-ról, mintha királynő volna”. Mire Jules: „De hát csakugyan királynő, Jim! Catherine nem különösebben szép, nem különösebben okos, őszintének sem őszinte, de minden porcikájában nő […]. Mindegyik férfi ilyen nőre vágyik. Vajon mért épp minket ajándékozott meg önmagával, amikor állandóan rengeteg férfi nyüzsgött körülötte? Mert mi mindig is úgy bántunk vele, mint egy királynővel.” A filmben Catherine a középpont, Catherine a kezdeményező, a beavató; a többnyire passzív férfit mindig a nő viszi, sodorja, rántja magával. Catherine javasolja az utazásokat, ő vezeti az autót, és a biciklikirándulásokon is mindig ő kerekezik az élen. Ez az asszonyi vasakarat nem tűr se ellentmondást, se engedetlenséget. Jules legenyhébb ellenkezésére is azonnali megtorlás a válasz. A férfi csak önfeladó alkalmazkodásának köszönheti az életét. Míg Jules mindvégig megmarad Catherine világában (nem véletlen, hogy a jelmezbálon rabszolgának öltözik), az önérzetesebb, öntörvényű Jim folyton utazik. De hiába próbál újra meg újra kitörni az asszony bűvös köréből, irgalmatlanul magába szippantja az örvény.
„Catherine úgyis mindig visszajön” – vigasztalja Jules Jimet, amikor egy alkalommal ismét faképnél hagyja a fiatalasszony. Jules biztos benne: ahogyan a két férfi képtelen elszakadni Catherine-tól, ugyanúgy Catherine is képtelen elszakadni őtőlük.
Az egyik legtöbbet idézett jelenetében Catherine férfinak öltözik, Jim hetyke bajszot rajzol neki, s így, mint három jóbarát, három egyenrangú férfi (még 1912-ben jár a cselekmény) lépnek az utcára. Egy férfi tüzet kér a magát épp Thomas-nak nevező Catherine-től – a megtévesztés tökéletes. Később egy hídon futóversenyt rendeznek, amit (némi csalással) Catherine-Thomas nyer meg – ez a modern filmművészet legjátékosabb felvezetése az emancipációhoz. Egyúttal érzékletes ábrázolása Catherine kettős személyiségének: a gyengéd, törékeny és férfitámogatást igénylő nő egy pillanat alatt válik a férfiak cinkostársává, majd élre törő vezérévé. Az asszony személyiségének összetettségére is rávilágító jelenet játékos felszíne mögött pedig felsejlik a szükségszerű tragédia: a férfiak gondolkodás nélkül rohannak Catherine után a végzetükbe.

## Főszereplők
Catherine
Moreau-val Truffaut mindig is szeretett volna forgatni, és ezt még a Felvonó a vérpadra (Ascenseur pour l’échafaud, 1958) Cannes-i vetítésén mondta el neki.  A filmnek Jeanne Moreau a sztárja. A színésznő örül a feladatnak,  mivel két korábbi munkája frusztrációt hagyott benne. Végre olyan lehet a kamera előtt, amilyen a valóságban, egyszerre törékeny és magabiztosan hódító, zabolátlanul szabad és tragikusan magányos, olyan asszony, aki önfeledten adja át magát a vágyainak.
Catherine a filmtörténet egyik legkülönösebb femme fatale-ja. Valóban királynőként uralkodik a férfiak felett, mert ösztönösen egyesíti magában a gondoskodó anyát, a barátot, a szeretőt, a veszélyt, a vágyat, a határozottságot és kételyt, az odaadást és az elérhetetlenséget. Ősi, primitív vonzásként hat ez a férfiak számára, nem véletlen, hogy Jules és Jim egy mindkettejüket rabul ejtő, sejtelmes mosolyú archaikus kőszobor élő másaként ismernek először rá Catherine-ra – hogy aztán beleroppanjanak az érzelmi biztonság hiányába, mert az elfogadásra vágyakozó, de saját kihűlő érzéseit elfogadni képtelen nő ezt az egyetlen, a túléléshez alapvető dolgot képtelen megadni számukra.
Catherine-nak két arca van, ha ugyan nem két személyisége. Hol férfinak öltözik, tagadva a férfi és nő közti szexuális különbséget, hol védelemre szoruló gyenge nőnek; hol csábítani akar, hol bosszút állni; hol támad, hol esdekel. A tűzbe vetett szerelmeslevelek, a hazug férfiaknak szánt vitriol, a revolver – Catherine törékeny nőként sem bizalomgerjesztő teremtés. A kettősség az asszony egész életére rányomja bélyegét, még a származására is (amely – magyarázza Jules – „apai részről burgundiai, anyai részről angol, apai részről arisztokrata, anyai részről köznépi”). Ráadásul a férfiakkal való kapcsolatát az állandó vetélkedési kényszer is bonyolítja.
„A Jules és Jimben bemutatott fiatal nő valójában úgy akar élni, mint a férfiak, de ez csak a jelleméből fakad, és nem feminista magatartás vagy követelésekkel való fellépés. [...] Erről a nőalakról azt mondhatom, hogy sablonokból és ellen-sablonokból áll össze. Ezért, amikor már túlságosan Scarlett O’Harává válik, szemüveget vetetek fel vele, megpróbálom emberibbé, valószerűbbé tenni. Jót akartam tenni Jeanne Moreau-nak, a színésznőnek, úgy láttam, meg kell akadályoznom, hogy elbűvölővé váljon, meg kell kímélnem mindenfajta önmutogatástól. Rokonszenvessé akartam tenni, de arra vigyáztam, hogy ne váljon az amerikai vígjátékokból ismert »gyönyörű méregkeverővé«”. (Truffaut)
Jules
Jules szerepére Truffaut mindképp olyan színészt keresett, aki igen lassan beszél franciául. Truffaut végül külföldi színészt választott, hogy az akcentus meg a nyelvi tétovaság erősítse a figura hitelességét. Némi tétovázás után Oskar Wernerre, a bécsi Burgtheater akkori színészére esett a választása, aki addig csak színpadon bizonyított.
Jim
Henri Serre teljesen ismeretlen színész volt, egy kabaréklubban találtak rá, ahol viccekkel szórakoztatta a nagyérdeműt.  Henri Serre annak köszönhette a felkérést Jim szerepére, hogy nagyon hasonlított a fiatal Henri-Pierre Rochéra.

## Le Tourbillon de la vie
A film egyik jelenetében Jeanne Moreau énekli Serge Rezvani chanzonját, a Le Tourbillon-t. A dalt Rezvani eredetileg is Moreau-nak írta, 1957-ben, afféle búcsúüzenetként a színésznő akkori szeretőjéhez, Jean-Louis Richard-hoz. Az addig csupán baráti társaságban elhangzott dalt Truffaut a forgatás idején kérte el, mert illeszkedett a film mondanivalójához. „Az élet forgataga, ez a dal jelzi a film hangulatát, és kezünkbe adja a film kulcsát. – mondta Truffaut.
Le Tourbillon de la vie: az élet forgataga. A chanzon érdesen emelkedik ki Georges Delerue a filmhez komponált nosztalgikus-gyönyörű kísérőzenéjéből. Pattogósan és vidáman szól egy nőről, "aki minden ujján gyűrűt visel". De ami ennél is fontosabb, a dal címe és refrénje pontosan szimbolizálja, amit a Jules és Jim valójában minden játékos elemével bemutat: az élet, benne az érzelmekkel, örök körforgás. Kezdet, kudarc, újrakezdés. Vágy, kiábrándulás, újravágyódás.
A dal hanglemezen is megjelent. Quand on s'est retrouvé,/ quand on s'est réchauffé / pourquoi se séparer? – hallható a modern filmtörténet egyik legszebb jelenetében, melynek furcsa, keserűbben, görcsösebben romantikus pandanja lesz majd Godard Bolond Pierrot-jában (Pierrot le fou, 1965) Anna Karina és Belmondo suta tánca és éneklése az erdőben.

## Visszhang, elemzés
Truffaut sokáig úgy tervezte, a Jules és Jim lesz az első játékfilmje, de harmadikként forgatta le. Ebben a filmben Truffaut végleg megteremtette a személyes mozgóképet: szereplőihez gyengéd szeretettel közelítve úgy térképezi fel a többszereplős szerelmet, hogy a célja nem a megbotránkoztatás, de még csak nem is az elfogadás, hanem a megértés. Három ember kutatja saját és egymás szétszálazhatatlan érzelmeit két évtizeden át – a film pedig ezt a lelki barangolást, a megélt érzelmeket a létező legtermészetesebb módon mutatja be. „Az egész filmet családias és szeretetteljes hangulat itatja át, és éppen ezt akartam: »szeretetteli felforgató filmet csinálni«, a közönség megbotránkoztatása nélkül, sőt gyöngédséggel véve körül a közönséget, hogy a filmvásznon elfogadjon olyan helyzeteket, amelyeket az életben elítélt volna.” (Truffaut)
A Jules és Jim filmek  három fő jellemzője van. A történet hosszú időt ölel föl, de az alakok ennek ellenére egyfajta időtlenségben jelennek meg: nem öregednek, csak a divat, a kor változik. Másodszor a képek képszerűségének hangsúlyozása elkeretezéssel, kép a képben megoldással, a kép néhány pillanatig tartó megállításával, áldokumentumszerű, archaizáló betétekkel. S harmadszor az élet játékként való bemutatásával. Truffaut a lehető legszabadabban alkalmazva a klasszikus és az új hullámmal teret hódító modern filmnyelv összes fogását: gyors vágás, kimerevített kép, áttűnés, egymásra fényképezés, abblende, gyorsuló kocsizás vagy kézi-kamerázás.
A film tempóját számos tanulmány méltatja, elemzi. Sok a vágás, a rövid jelenet, a szereplők szinte folyton mozgásban vannak és még inkább a kamera, talán nincs benne egy állókép sem, még akkor se, ha a szereplők autóznak vagy bicikliznek. Hasonló hatást kelt a narráció alkalmazása is, amelyre részben a regény pontosabb átültetése miatt volt szükség, részben azért, hogy gyorsabban lehessen közölni az információkat. Ha eddig gyors, "lebegő" volt filmjeinek ritmusa, most még gyorsabb lett. De most először rendkívül fegyelmezett is.
A film ósdi – de ezúttal rendkívül személyes módon és forradalmian alkalmazott – dramaturgiasegítő eszköze, a képen kívüli narráció. "A képen kívüli hang kommentárja veszi át a szót mindig, ahol a szöveget lehetetlennek látszik párbeszédbe tördelni, vagy túl szép ahhoz, hogy meg lehessen csonkítani. A hagyományos adaptációnál, mely erőszakkal dramatizál egy könyvet, jobban szeretem az átmeneti formát, mely a hangos felolvasást váltogatja a dialógokkal, s mely sokkal inkább megfelel a filmre vitt regény eszményének. Egyébként is úgy gondolom, hogy a Jules és Jim inkább filmes könyv (livre cinématographique), mint ürügy egy irodalmias filmhez" (Truffaut) Truffaut, nyilván Bresson hatására, nagyon sokat bíz a narrációra, gyakran megismétli vele a képen láthatókat, gyakran hosszú időszakokat von össze egy mondattal.
Az is az idő mozdulatlanságának képzetét erősíti, hogy a rendezői szándéknak megfelelően a szereplők nem öregszenek. Az idő múlását időrendi sorrendbe állított Picasso-művek, a női divat változása meg két történelmi esemény érzékelteti: egyik az első világháború, a másik – már az 1966-os Fahrenheit 451 Truffaut filmet is előlegezve – a náci könyvégetés. „El akartam kerülni a fizikai öregedést, az őszülő hajat. Gruault [a társ-forgatókönyvíró] talált egy megoldást a múló idő jelzésére, amely nagyon tetszett: Picasso fő műveinek elhelyezését díszletként. Így megvan a fokozatosság, végigjárjuk az impresszionizmust, a kubista korszakot, a kollázsokat.” (Truffaut) Ezt az idő-kezelést erősítik a filmbéli játékok. Jelmezek, grimaszolás, futóverseny, és főleg a két férfi kedvenc időtöltése, a dominó – a játék az egész filmen végigvonul. A filmben a meddő dominózás a felhőtlen boldogságnak, az élet beteljesülésének jelképe. A tét nélküli játék felfüggeszti az időt. A játék az állandó újrakezdés jelképe. A szereplők épp azért őrizhetik meg irreális fiatalságukat, mert bensőleg sem hagy nyomot rajtuk a múló idő.
A "tourbillon" a film kulcsszava. A dal éneklése közben Truffaut a legpontosabban, "ritmusra vágott" félközelikkel és közelikkel él, de az egész film fő eszköze mégis a gyorsuló vízszintes kameramozgás, a kocsizás. Ezt kombinálja az áttűnéses technikával, amely a leghagyományosabb eljárás, és épp a nouvelle vague (előtte persze a neorealizmus) szorította ki a formanyelvi eszköztárból. "Truffaut filmnyelvét ízlelgetve ahhoz hasonló élvezetet érezhetünk, mint amilyet, mondjuk Kosztolányi nyelve jelentett Kazinczyéval szemben" – jellemezte Bíró Yvette a varázst. A magyar kritikai fogadtatás nagyrészt süket volt minderre, a film kétes eszmei mondanivalójáról cikkeztek, az egykori kultúrpolitikus pedig "NATO-filmként" értékelte, lévén hogy az a német-francia együttélést propagálja.
Rényi Péter az 1964. januári francia filmnapok kapcsán kiadott füzetben elemzi Truffaut filmjét.
...az egzisztencializmus vitatéma az irányzaton belül. Bizonyság rá Truffaut Jules és Jim-je, amely bizonyos értelemben persziflázsa, paródiája az egzisztencialisták „szabad választás”-gondolatának. ... Hogy Catherine felváltva három férfit szeret, azt a hiedelmet keltheti a nézőben, mintha a Jules és Jim a házasság válságáról szólna, s azt akarná bizonyítani, hogy az ember nem monogám természetű. ... Truffautnál is csak keret, csak ürügy a konkrét társadalmi probléma, a lényeg ennél általánosabb és filozofikusabb: az egzisztencialista etika abszurditásáról van szó.
Igaz, az irodalmi matéria, amelyből Truffaut a szüzsét vette, sok más kérdést is belekever a témába, különösképpen összebonyolítja a dolgokat a „nemzeti kérdés”: az a körülmény, hogy Jules német, Jim angol és hogy az első világháború idején egymással szembenálló oldalakon kénytelenek harcolni, de mindketten végig kitartanak egymás mellett és Catherine, a francia nő mellett — arra készteti a nézőt, hogy a barátságnak és a szerelemnek nemzetek felett álló egyetemességére gondoljon, itt keresse a történet lényegét. Pedig nem itt van; ez a hangsúlyozása a mindenek felett való összetartásnak abban leli értelmét, hogy még inkább kiemeli Catherine szabadosságának értelmetlenségét. Truffaut ugyanis... nem látszik elismerni az egyén jogát a „szabad választásra” : Catherine csapodár magatartását infantilisnek és éretlennek tartja. Legalábbis erre enged következtetni, hogy az évek múlásával mind görcsösebbnek ábrázolja Catherine szeszélyeskedéseit: ami a fiatal nőnél még játékos báj volt, bohóságában is természetes, az — az érett asszony életelvévé emelve — garabonciás megszállottságnak tűnik, mind mechanikusabb és esztelenebb mániának. Gondolom, ez az oka annak is, hogy a komédia mindinkább tragikomédiává válik, a legvégén pedig egyenesen tragédiába fordul. Nem mintha nem szolgált volna rá ez az egész filozófia és etika a kinevettetésre. Ha Truffaut nem ott élne, ahol ma is komolyan veszik az egzisztencialista okoskodásokat, bizonyára nem érzékenyült volna úgy el, ahogy a Jules és Jim végén elérzékenyül — félreérthetetlen jeleként annak, hogy a rendező ma még nem tud fölényesen tekinteni a gondolati rendszerre, amelyet bírál. Mégis úgy kell üdvözölni ezt a filmet, mint polemikus szembe fordulást, mint kísérletet arra, hogy a realitás mérőeszközeivel kontrolláljuk az egzisztencialista spekulációt. Ezt igazolja a játék megkapó élénksége is, a típusok egyedisége és eredetisége, az atmoszféra széles spektruma, az invenció gazdagsága. Truffaut most sem hazudtolta meg önmagát: a 400 csapás remek megfigyelőjét, az emberi lélek realista kutatóját árulja el: az olyan figurákat, mint Jules, Jim és Catherine nem lehet egyszerűen „kitalálni”, annál összetettebbek és bonyolultabbak. Persze ehhez hozzá kell tenni, hogy a színészekben, Henri Serre-ben is, de különösen Oscar Werner-ben és Jeanne Moreau-ban kongeniális alkotó társakat talált. Ami az utóbbit illeti, ritkán láttunk filmen ilyen klasszikus értelemben kimunkált színészi játékot, ennyire tudatos átélését egy gondosan felépített szerepnek. De hiszen Catherine metamorfózisát nem is lehetett volna másképp megragadni: Moreau improvizációkkal sohasem érhette volna utol az asszony belső változásának logikáját.
Barátság vs/és szerelem
Vallomásos, naplószerű regényében Roché több figyelmet szentel a két férfi barátságának, de Truffaut számára is a barátság tűnik a tartósabb és tisztább érzelmi köteléknek – a szerelem a Jules és Jimben nem jut el a teljes és végleges beteljesülésig. Sőt, olyannyira a barátság tisztasága és komoly játékossága (játékos komolysága) uralkodik a történeten (és Truffaut filmjének egészén), hogy Catherine és Jules kapcsolata végeredményben a vonzalomból barátsággá szelídül, vagy legalábbis semleges testvéri szeretetté alakul – a kísérlet pedig, hogy Catherine Jimmel megélje egy új szerelem teljességét azért is fullad kudarcba, mert Jim számára a vonzódásnál erősebbnek bizonyul a biztonság iránti vágy, márpedig az érzelmek hullámvasútján száguldó (de legbelül éppúgy mély kapcsolatra áhítozó) nő mellett kiszolgáltatottnak érzi magát.
Kétfajta érzelem ellentétes, egymással összefonódó története a film: a szerelemé és a barátságé. A történet elején Jim regényt ír két elválaszthatatlan barátról, akiket környezetük Don Quijote és Sancho Pansaként emleget, a film végén már a mesélő hang ismétli meg a két barát jellemzését. A barátság tisztább és időtállóbb, mint a beteljesülést teljesen soha el nem érő szerelem. A szerelem női attribútum, Catherine képviseli; a lánynak számtalan kalandja van, de mélyebb kapcsolatra vágyik, Jules mellett azonban csak valami testvéri barátságot érez, ezért hajszolja bele önmagát és Jimet egy új szerelem lehetőségébe. Mindkét férfi óvatosabb nála: Jules boldog – semleges testvérként is boldog mellette -, Jim pedig megnősül, érzelmi biztonságot áhít, befolyásolható, gyenge ember, de gyengeségét nem ismeri fel. Roché regényében nyilvánvalóbb a két férfit egymáshoz fűző látens homoszexuális vonzalom, Truffaut inkább csak érzékelteti, sejteti ezt. A film néhány emlékezetes képsorát köszönhetjük e sejtetésnek. Catherine fiúnak öltözik, bajuszt fest magának, a két férfi vihogva kergeti egy füstös vasúti hídon: izgalmas kalandot élnek át e játékban. (A felszíni réteg, "első jelentés" persze a korrajzé: anarchista lányok, emancipációért küzdő feministák, polgárbotránkoztatás – a "fiút játszó" Catherine ebben a környezetben játszik.) A másik ilyen szép és többjelentésű képsor a már csak "steril" barátságban élő házaspár játékos birkózása: Catherine "férfias" módon majdnem megerőszakolja Jules-t. A barátság bonyolult és ellentmondásos kettősségét Truffaut-nak mindvégig kitűnő érzékkel sikerül ábrázolnia – éppúgy, mint a szerelem megfoghatatlan többrétegűségét, a szexuális szerepek állandó felcserélhetőségének izgalmát.
A Jules és Jim egy klasszikus férfidilemmát old fel: birtokolhatja-e érzelmileg a férfi a nőt, s ha igen, akkor melyik férfi birtokolja jobban: a cselekvő, aki megszerzi magának, vagy az odaadóan dicsőítő, aki önzetlenül gyönyörködik benne. Truffaut filmjében a férfiaknak nincs hatalmuk a nő felett: itt Catherine birtokolja Jules-t és Jimet, egyiket minden megalázottság ellenére is kötődő kisfiúvá neveli, a másikat, aki szabadulna tőle, a halállal parancsolja végérvényesen maga mellé.

## Díjak, jelölések

### BAFTA-díj(1963)
- jelölés: legjobb film
- jelölés: Jeanne Moreau  (legjobb külföldi színésznő)

### Bodil-díj (1963)
- díj: François Truffaut (legjobb európai film)

### Ezüst Szalag díj(1963)
- díj: François Truffaut  (legjobb rendező – külföldi film)

### Mar del Plata Film Festival (1962)
- díj: François Truffaut  (legjobb rendező)

## Érdekességek
- Ellentmond az elfogadott erkölcsöknek, de nem erkölcstelen  – védte meg filmjét újságírói kérdésre Francois Truffaut a Jules és Jim bemutatásának évében.[2]
- A szerelem a nők ügye  – állította Truffaut, akinek legtöbb (rendre a szerelem természetét kutató) filmjében a nők az igazán izgalmas szereplők.[2]
- A forgatást is megörökítették. Godard Une femme est une femme (A nő az nő) című 1961-es filmjében, amit a Jules és Jim előtt pár hónappal mutattak be, Moreau saját magát alakítja. Ez akkor lesz a legnyilvánvalóbb, amikor Belmondo karaktere megkérdezi tőle a kávézóban: „na és mi a helyzet a Jules és Jimmel?”
- A legendás Janus films forgalmazócég is a Jules és Jimnek köszönhető. A Janust két harvardi diák alapította, hogy külföldi filmeket forgalmazzanak Amerikában, és Truffaut-é volt az egyik első filmjük és első forgalmazási sikerük. A Janus most a Criterion tulajdona, amely a legnagyobb klasszikus- és művészfilmes forgalmazó és kiadó világszinten.[3]
- A filmre utalnak a Nagymenőkben,[25] a Ponyvaregényben[26] és az Amélie csodálatos életében is.[4][27]
- Sokak egyik kedvenc filmje: Tarantino, Roger Ebert, Stephen Hawking...[3]

## Szakirodalom
- Bikácsy Gergely: Bolond Pierrot moziba megy – a francia film ötven éve (Budapest, 1992, Héttorony Könyvkiadó – Budapest Film)
- Henri-Pierre Roché: Jules és Jim (Budapest, 1993, Móra Ferenc Könyvkiadó)
- François Truffaut: Önvallomások a filmről (Osiris Könyvtár – Film; Budapest, 1996, Osiris)